# غاماليل دياز
غاماليل دياز (بالإسبانية: Gamaliel Díaz)‏ مواليد 14 فبراير 1981 في ولاية ميتشواكان، المكسيك، هو ملاكم محترف مكسيكي يصنف ضمن فئة الوزن الخفيف.

## المسيرة الاحترافية
من نزالاته:
- خسر أمام دانتي جاردون بالضربة القاضية (10-08-2013).
- انتصر على تاكاهيرو آو (27-10-2012).
- انتصر على سيزار سوتو (09-04-2011).
- خسر أمام هومبيرتو سوتو (11-10-2008).
- خسر أمام خورخي لينارس بالضربة القاضية (15-12-2007).
- انتصر على إليو روخاس (13-07-2007).
- خسر أمام روبرت غيريرو بالضربة القاضية (23-06-2006).

## إحصائيات
خاض خلال مسيرته 56 نزالا، فاز في 39 وتعادل في 3 وخسر في 14. فاز بالضربة القاضية في 18 نزالا.

## روابط خارجية
- غاماليل دياز على موقع بوكس ريك (الإنجليزية) (registration required)